# ASAP Ferg
ASAP Ferg, pseudonimo di Darol Durard Brown Ferguson, Jr. (New York, 20 ottobre 1988), è un rapper statunitense, membro del collettivo hip hop ASAP Mob, dal quale ha adottato il prefisso ASAP.
Nel gennaio 2013, Ferg ha firmato un contratto discografico da 3 milioni di dollari con Polo Grounds e RCA, le stesse label che hanno aiutato a lanciare ASAP Rocky nel 2011. Il suo album di debutto, Trap Lord, è stato pubblicato il 20 agosto 2013 ed è stato accolto con critiche generalmente positive.

## Biografia

### Primi anni di vita
Nato il 20 ottobre 1988 nel quartiere newyorkese di Harlem, Ferg è cresciuto in una zona notoriamente conosciuta come Hungry Ham. Suo padre, Darold Ferguson, possedeva un negozio nel quale stampava t-shirt e loghi per delle label musicali quali Bad Boy Rercords e altre. Ferg quindi oltre a crescere con la passione musicale è cresciuto anche con quella della moda. Ispirato dal padre quindi, morto per insufficienza renale, Ferg lancia la sua linea di abbigliamento e gioielli mentre frequentava la scuola d'arte. Nel 2005 fonda Devoni Clothing la quale viene indossata da artisti famosi come Chris Brown.

### 2009–2012: ASAP Mob
Nonostante ciò ha iniziato a fare musica. Amico fin dal liceo di ASAP Rocky, il quale riconosce in Ferg un innato talento che lo spinge a continuare a rappare. Insieme entrano a far parte del collettivo hip hop ASAP Mob, dal quale entrambi hanno preso il prefisso del nome d'arte. Dal 2010 collaborano in molti pezzi assieme, in particolar modo in Long.Live.ASAP, con il quale Rocky debutta in major.

### 2012–2014:Trap Lord

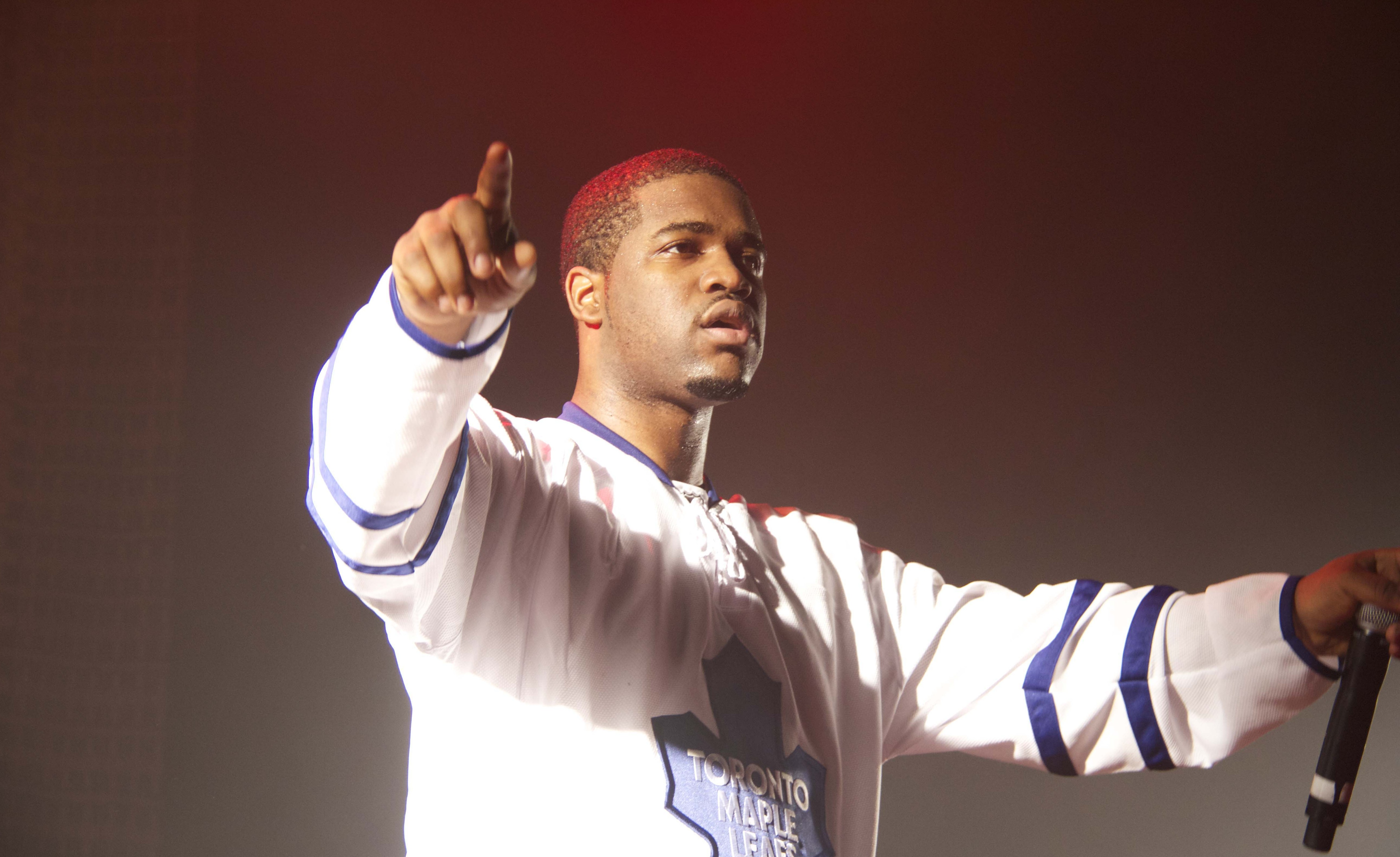
ASAP Ferg in concerto a Toronto

Il singolo di debutto di Ferg è Work, prodotto da Chinza // Fly, e che appare per la prima volta nel mixtape del collettivo ASAP Mob intitolato Lords Never Worry, pubblicato il 28 agosto 2012. Il video del brano raggiunge presto le 2 milioni di visualizzazioni e viene aggiunto tra le 50 Best Songs of 2012 da Complex Magazine. Il 10 gennaio 2013, Ferg annuncia Trap Lord, il suo album di debutto. Lo stesso giorno annuncia la firma con RCA Records e Polo Grounds.
Il 14 maggio 2013 esce il singolo Work (Remix) con la presenza di ASAP Rocky, French Montana, SchoolBoy Q e Trinidad James. Nel frattempo viene annunciata la data di uscita di Trap Lord per il 20 agosto 2013.
Nominato Rookie of the Year (esordiente dell'anno) 2013 ai BET Hip Hop Awards, la serata di gala e premiazioni più importante per quanto riguarda l'hip hop americano. Nel 2014, Ferg è apparso come protagonista nel brano Hands on Me di Ariana Grande, dal suo secondo album My Everything. L'album è stato pubblicato il 22 agosto 2014.

## Discografia

### Album in studio
- 2013 – Trap Lord
- 2016 – Always Strive and Prosper

### Mixtape
- 2014 – Ferg Forever
- 2017 – Still Striving
- 2020 – Floor Seats II

### EP
- 2019 - Floor Seats

### Singoli

#### Come artista principale
- 2012 – Work
- 2013 – Shabba (feat. ASAP Rocky)
- 2013 – Hood Pope
- 2014 – Old English (con Young Thug e Freddie Gibbs)
- 2014 – Doe-Active
- 2016 – New Level (feat. Future)
- 2016 – Back Hurt (feat. Migos)
- 2016 – Let It Bang (feat. ScHoolboy Q)
- 2017 – East Coast (feat. Remy Ma)
- 2017 – Plain Jane (solo o feat. Nicki Minaj)
- 2018 – Kristi YamaGucci (feat. Denzel Curry, IDK e Nicknack)
- 2018 – Harlem Anthem
- 2019 – Redlight (con Nghtmre)
- 2019 – Pups (feat. ASAP Rocky)
- 2019 – Wam (feat. MadeinTYO)
- 2019 – Floor Seats
- 2020 – Value
- 2020 – Mazel Tov (con IDK)
- 2020 – Move Ya Hips (feat. Nicki Minaj e MadeinTYO)
- 2020 – No Ceilings (feat. Jay Gwuapo e Lil Wayne)
- 2020 – Dennis Rodman (feat. Tyga)
- 2021 – Green Juice (feat. Pharrell Williams)
- 2023 – Face Down (con MCVERTT e Sexyy Red)
- 2024 – MDMX
- 2024 – Roemello
- 2024 – Off White Rozay
- 2024 – Allure (feat. Future e Mike Will Made It)
- 2024 – Thought I Was Dead

#### Come artista ospite
- 2014 – Lotta That (G-Eazy feat. A$AP Ferg e Danny Seth)
- 2014 – Hella Hoes (A$AP Mob feat. A$AP Rocky, A$AP Nast, A$AP Ferg e A$AP Twelvyy)
- 2014 – Beautiful (DHNY Remix) (Mali Music feat. A$AP Ferg)
- 2014 – Don't Wanna Dance (Elle Varner feat. A$AP Ferg)
- 2014 – My Song 5 (Haim feat. A$AP Ferg)
- 2014 – Fiesta (Remix) (Sicko Mobb feat. A$AP Ferg)
- 2014 – Villain (Liam Bailey feat. A$AP Ferg)
- 2014 – Whiteline (Crystal Caines feat. A$AP Ferg)
- 2015 – B Boy (Meek Mill feat. Big Sean e A$AP Ferg)
- 2015 – Fuck Yo DJ (Overdoz feat. A$AP Ferg)
- 2015 – Slime Season (N.O.R.E. feat. Big Tune e A$AP Ferg)
- 2015 – WDYW (Carnage feat. Lil Uzi Vert, A$AP Ferg e Rich the Kid)
- 2016 – Finesse (Jim Jones feat. Rich Homie Quan, Desiigner e A$AP Ferg)
- 2016 – That Damaged Girl (Sevdaliza feat. A$AP Ferg)
- 2017 – Bal Harbour (Tory Lanez feat. A$AP Ferg)
- 2017 – Look at Us Now (Lost Kings feat. Ally Brooke e A$AP Ferg)
- 2017 – Our Streets (DJ Premier feat. A$AP Ferg)
- 2018 – Fake Chanel (Yellow Claw feat. A$AP Ferg e Creek Boyz)
- 2018 – King (Nasty C feat. A$AP Ferg)
- 2018 – Ned Flanders (MadeinTYO feat. A$AP Ferg)
- 2019 – Lit (Octavian feat. A$AP Ferg)
- 2019 – Chase the Money (E-40 feat. Quavo, Roddy Ricch, A$AP Ferg e ScHoolboy Q)
- 2019 – Bezerk (Big Sean feat. A$AP Ferg e Hit-Boy)
- 2020 – Say It Again (Onefour feat. A$AP Ferg)
- 2020 – Spicy (Nas feat. Fivio Foreign e A$AP Ferg)
- 2020 – Memphis Pt.2 (AG Club feat. NLE Choppa e A$AP Ferg)
- 2021 – Guilty (Sevyn Streeter feat. A$AP Ferg e Chris Brown)
- 2022 – Jorge Lorenzo (Gemitaiz feat. A$AP Ferg)
- 2023 – SILVER TOOTH (Armani White feat. A$AP Ferg)
- 2024 – Hot One (Denzel Curry feat. A$AP Ferg)
- 2024 – Shmoke (Powers Pleasant feat. A$AP Ferg e Armani Ceasar)